# 石橋雄哉
石橋 雄哉（いしばし ゆうや、1935年7月7日 - ）は、日本の元アナウンサー。1999年から札幌テレビの代表取締役社長を務めていた。

## 経歴
- 倶知安町で生まれ、7歳の時に札幌へ。向陵中学で野球部。その後、父が事務長をしていた札幌西高ではツベルクリン反応の陽転で野球を断念。
- 部員が30人以上で高校野球経験者がほとんどだった北海道大学硬式野球部では今宮監督の厳しい指導で鍛錬し、2年生の時にレギュラー入りし、3年より速球派エースとして活躍。
- 1958年に文学部英米文学科を卒業し、第一高校の英語教員に。3か月後にSTVの途中入社を受験し、翌年入社。
- 先輩の清水幹夫の猛特訓により、2か月でニュースを担当する様に。
- アナウンサー時代は「STVアタックナイター」（主にジャイアンツ戦）や札幌五輪の実況を担当し、STVのアナウンサーでは野球やゴルフの実況中継を初めて担当。
- 野球実況の研修で後楽園球場の日本テレビの中継車に潜り込んで学んだことも。
- 社外では2004年よりファイバーゲート非常勤取締役、2005年7月から2012年7月までアインファーマシーズ監査役、2011年秋に旭日小綬章受章。

## 同期のアナウンサー
- 青井武保、佐藤恵一、杉本紀夫、山田晃睦、加山みよ子、金子レイ子、菊地トキ子、桜沢政子、浜野順子、藤森美佐子